# Felony (album)
Pour les articles homonymes, voir Felony.
Albums de Emmure
The Respect Issue
(2008)
Felony est le troisième et dernier album studio en date du groupe de Deathcore américain Emmure. L'album est sorti le 18 août 2009 sous le label Victory Records.
L'album a débuté à la 60e place du classement Billboard 200. Il s'est vendu à plus de 8,000 exemplaires lors de la semaine de sa sortie.
Le titre The Philosophy of Time Travel est le titre d'un livre dans le film Donnie Darko.

## Musiciens
- Frankie Palmeri – Chant
- Jesse Ketive - Guitare
- Mike Mulholland - Guitare
- Mark Davis – Basse
- Mike Kaabe - Batterie

## Liste des morceaux
1. Sunday Bacon - 2:37
2. I Thought You Met Telly and Turned Me into Casper - 2:53
3. I<3 EC2 - 2:45
4. Felony 2:47
5. You Sunk My Battleship - 3:09
6. The Philosophy of Time Travel - 2:36
7. First Impressions - 2:18
8. R2deepthroat - 2:17
9. Bars in Astoria - 3:28
10. Lesson from Nichole - 2:26
11. Don't Be One - 2:55
12. Immaculate Misconception - 1:26